# Hyperkinetisches Herzsyndrom
Das hyperkinetische Herzsyndrom (englisch hyperkinetic heart syndrome) beschreibt einen Symptomkomplex aus schnellem Puls, hohem Blutdruck, verminderter Leistungsfähigkeit und unsystematischem Schwindel. Es wird zu den hyperdynamen Kreislaufstörungen im Rahmen funktioneller Herzbeschwerden gezählt und sollte eine Ausschlussdiagnose sein. Das Syndrom wurde 1960 erstmals beschrieben.

## Klinische Erscheinungen
Das hyperkinetische Herzsyndrom tritt vor allem bei jüngeren Menschen, hier vorwiegend bei Frauen, auf und macht sich durch die Kombination verschiedener Symptome bemerkbar. Es finden sich ein schneller Puls (Tachykardie) in Ruhe und ein übermäßiger Anstieg der Herzfrequenz unter Belastung. Im Weiteren besteht meist ein vorwiegend systolisch erhöhter Blutdruck. Die Betroffenen beschreiben eine verminderte körperliche Belastbarkeit und unspezifische Missempfindungen im Herzbereich sowie Schwindel.

## Ursachen
Neben einem ausgeprägten Mangel an körperlicher Fitness durch mangelnde Bewegung / Training wurde in der Vergangenheit eine erhöhte Empfindlichkeit von Rezeptoren für die Hormone des sympathischen Nervensystems (erhöhte Sensibilität der β-1-Rezeptoren) diskutiert. Es konnte jedoch weder eine erhöhte Aktivität des Sympathikus oder seiner Rezeptoren noch eine verminderte Aktivität des Parasympathikus nachgewiesen werden, so dass man heute von einer zentralnervösen Fehlsteuerung ausgeht. Seelische Ursachen im Sinne von Angststörungen sind häufig begleitend.

## Untersuchungsmethoden
Vor der Diagnose eines hyperkinetischen Herzsyndroms sollten andere Ursachen ausgeschlossen werden. Hierzu sollte eine ausführliche Anamnese erhoben und neben einer körperlichen Untersuchung sollten auch Ruhe-EKG, Belastungs-EKG, Langzeit-EKG, Langzeitblutdruckmessung, Echokardiografie, Laboruntersuchungen (Blutbild, Natrium, Kalium, Kreatinin, CRP, TSH, ggf. mit Sammelurin auf Katecholamine) erstellt werden. Weiterführend kann eine elektrophysiologische Untersuchung notwendig sein.
Differentialdiagnostisch kommen
- endokrine (das Hormonsystem betreffende) Erkrankungen wie Überfunktion der Schilddrüse (Hyperthyreose) und Nebennieren (Phäochromozytom),
- Verwendung von Drogen oder Genussmitteln wie Koffein, Ecstasy, Kokain, schwarzem Tee,
- Überdosierung mancher Nasen- oder Asthmasprays (β-1-Mimetika) und
- Herzrhythmusstörungen wie AV-Knoten-Reentrytachykardie

in Betracht.
Eine weitgehend ähnliche Erkrankung mit nachweisbarer Veränderung an der Mitralklappe des Herzens ist das Mitralklappenprolapssyndrom.

## Behandlung
Zunächst steht die Aufklärung über die Gutartigkeit der Erkrankung im Vordergrund. Die Gabe niedrig dosierter Beta-Blocker kann den Teufelskreis aus Angst und schnellem Puls unterbrechen. Eine Steigerung der körperlichen Leistungsfähigkeit durch Training ist wünschenswert, herzanregende Substanzen wie Koffein sollten gemieden werden. Das Erlernen von Entspannungsverfahren ist grundsätzlich hilfreich. Wenn erforderlich, sollte sich der Patient in eine Psychotherapie begeben. Im Rahmen dessen kann über die Notwendigkeit der Gabe von Psychopharmaka entschieden werden.